# Ernesto Bruni
Ernesto Bruni, auch Ernest Bruni (* 14. Oktober 1815 in Bellinzona; † 16. Januar 1898 ebenda), war ein Schweizer Jurist und Politiker (Liberaler).

## Leben

### Familie
Ernesto Bruni gehörte zur Familie Bruni, die ursprünglich aus Olivone stammte, und war der Sohn des Arztes Germano Bruni.
Er war in erster Ehe mit Giovannina (geb. Lussi) verheiratet. In zweiter Ehe heiratete er Luigia (geb. Ghiringhelli).
Sein Sohn war der spätere Politiker Germano Bruni (* 23. November 1850 in Bellinzona; † 6. Dezember 1932 ebenda).

### Werdegang
Ernesto Bruni besuchte das Studenteninternat Collegio Borromeo in Pavia und promovierte 1839 an der Universität Pavia in Rechtswissenschaften.
Nach Beendigung des Studiums war er anfangs als Gerichtsschreiber beim Bezirksgericht tätig, bevor er ein Büro als Anwalt und Notar in Bellinzona eröffnete.
Er gehörte von 1868 bis 1877 dem Erziehungsrat des Kantons Tessin an; in dieser Zeit war er von 1870 bis 1877 Schulinspektor.
Er nahm als Freiwilliger im Dienstgrad Leutnant 1847 am Sonderbundskrieg teil.

### Politisches Wirken
1851 sass Ernesto Bruni im Gründungskomitee der Società democratica popolare ticinese, die sich allerdings bereits 1853 wieder auflöste.
Als massgebliche Person des Tessiner Liberalismus schloss er sich 1853 der radikalen Dissidentenbewegung an, der sich gegen die autoritäre Politik der liberalen Regierung wandte.
Er war von 1853 bis 1859 sowie von 1876 bis zu seinem Tod radikal-liberaler Gemeinderat und Vizebürgermeister in Bellinzona, vom 7. Juli 1862 bis zum 23. Dezember 1863 Ständerat und in den Zeiten von 1859 bis 1867, 1875 bis 1878 und von 1893 bis 1898 Tessiner Grossrat; in dieser Zeit übte er mehrmals das Amt des Präsidenten aus.
Aufgrund seines Einsatzes für die Abschaffung der Todesstrafe seit 1860, hatte er den Titel eines Tessiner Beccaria.
1876 gehörte er der Delegation an, die eine Neuwahl des Grossrats forderte, weil dessen Wahl durch die Bundesversammlung für ungültig erklärt wurde, der Grossrat jedoch weiterhin seine Versammlungen abhielt.
Er gehörte 1886, gemeinsam mit Leone de Stoppani und Rinaldo Simen zu den Mitunterzeichnern einer Beschwerde, in der eine geänderte Kirchenpolitik des Kantons über die Freiheit der katholischen Kirche und die Verwaltung der Kirchengüter gefordert wurde. Dieser Beschwerde schlossen sich 27 Gemeinden des Tessins an; der Bundesrat wies die Beschwerde jedoch als unbegründet ab.
Er gehörte zu den Initianten der revisionistischen Bewegung zur Änderung der Kantonalverfassung und präsidierte deren Sitzungen, die Bestrebungen mündeten am 11. September 1890 in den Tessiner Putsch und führten zum Sturz des konservativen Regimes. Im späteren Prozess zum Putsch wurde er als Zeuge angehört.

## Mitgliedschaften
Ernesto Bruni war seit 1839 Mitglied der Gesellschaft der Freunde der Volksbildung (Società degli amici dell'educazione del popolo), die 1837 von Stefano Franscini gegründet worden war, deren Präsident er von 1870 bis 1871 und von 1890 bis 1891 war; er gehörte auch zu den Initianten des Hilfsvereins der Tessiner Lehrer (Società di mutuo soccorso fra i docenti ticinesi). In beiden Gesellschaften wurde er Ehrenmitglied. Er gehörte auch als Mitglied der Società Demopedeutica (Verein für Volkserziehung) an.
Als Mitglied gehörte er dem 1861 gegründeten Schweizerischen Juristenverein an.
Er war 1851/1852 Präsident der Schützengesellschaft des Kanton Tessin.

## Ehrungen und Auszeichnungen
Zu Ehren von Ernesto Bruni wurde die Via Ernesto Bruni in Bellinzona nach ihm benannt.